# On My Own (Tatiana Okupnik)
On My Own è l'album da solista di debutto della cantante polacca Tatiana Okupnik, pubblicato dall'etichetta discografica Kayax Production il 13 aprile 2007.

## Tracce
1. Introducing
2. Tell Me Do I Drive U Crazy (Striptease)
3. Don't Hold Back (Find Your Way)
4. Shake It
5. Hey Big Spender
6. Around the World
7. Tell Me What U Really Want
8. Keep It on the Low
9. Afterglow
10. The Look (of Love)
11. Lovin' You
12. The Woman in Me
13. On My Own

## Classifiche
| Classifica (2007) | Posizione massima |
| ----------------- | ----------------- |
| Polonia           | 6                 |